# Trachyjulus butteli
Trachyjulus butteli är en mångfotingart som först beskrevs av Carl 1922.  Trachyjulus butteli ingår i släktet Trachyjulus och familjen Cambalopsidae. Inga underarter finns listade i Catalogue of Life.